# Pseudoleskea
Pseudoleskea là một chi rêu trong họ Leskeaceae.